# British Radial
British Radial is een historisch merk van motorfietsen.
De bedrijfsnaam was: British Radial Engine Co., Chelsea, London.
In 1921 verwierf de British Radial Engine Co. de productierechten van een driecilinder 396cc 2¾pk-radiaalmotor die ontwikkeld was door J.E. Manes en gebouwd werd door C.B. Redrup. Al snel produceerde men hiermee motorfietsen, ook met 309cc-motoren met zijkleppen aan weerszijden van de cilinders. De cilinders stonden onder een hoek van 120° en er was een Sturmey-Archer tweeversnellingsbak toegepast. De motorfietsen hadden frames en voorvorken van Chater Lea en een chain-cum-belt aandrijving. De carburateur kwam van Senspray en de ontstekingsmagneet van Runbaken. In 1922 werden ook machines gebouwd met een Vici-carburateur, maar de verkoop verliep niet goed en al in dat jaar werd de productie van motorfietsen beëindigd. De motoren waren echter ook los als stationaire motor te koop.